# J-Kwon
Jarell Jones, mais conhecido como J-Kwon (St. Louis, 1986) é um rapper norte-americano, mais conhecido pelo single Tipsy.

## Discografia

### Álbuns
- 2004 - Hood Hop
- 2009 - Hood Hop 2
- 2009 - Hood Hop 2.5

### Singles
- 2004 - "Tipsy"
- 2004 - "You & Me"
- 2004 - "Hood Hop"
- 2005 - "Get XXX'd" (featuring Petey Pablo & Ebony Eyez)
- 2008 - "Boo Boo"
- 2009 - "Fly"
- 2009 - "Louie Bounce (I Smacked Nikki)"